# Mohamed Fadhel Ben Achour
Pour les articles homonymes, voir Fadhel et Achour.
Mohamed Fadhel Ben Achour (arabe : محمد الفاضل بن عاشور), né le 16 octobre 1909 à La Marsa et mort le 20 avril 1970, est un théologien, écrivain, syndicaliste, universitaire et intellectuel tunisien.

## Biographie

### Formation
Né le 16 octobre 1909, dans une famille de lettrés, de magistrats et de hauts fonctionnaires de la haute bourgeoisie tunisoise, il commence à apprendre le Coran et l'arabe dès l'âge de trois ans. Il apprend également le français à l'âge de neuf ans. Il fait son entrée en 1922 à la Zitouna où il est directement inscrit en deuxième année. En 1928, il obtient le premier diplôme zitounien de fin d'études secondaires, alors appelé tatwi. En 1931, il s'inscrit à la faculté des lettres d'Alger en tant qu'auditeur libre. Il gravit ensuite rapidement les différents grades des enseignants zitouniens : il réussit en 1932 le concours des enseignants de deuxième degré et, en 1935, le concours des enseignants du premier degré.

### Figure réformatrice
Plus tard, le cheikh Ben Achour devient directeur de la Khaldounia puis de l'Institut des recherches islamiques, annexé à la Khaldounia, et enfin membre de l'Association de la langue arabe au Caire. À la même époque que Tahar Haddad, il publie une fatwa, fruit d'un ijtihad personnel. Habib Bourguiba écrit à Salah Ben Youssef en mai 1951 à propos de Ben Achour : 
« Le problème zitounien est en train d'évoluer dans une direction dangereuse. La question de Tahar Ben Achour, de Fadhel Ben Achour, de la Grande mosquée me donne des soucis […] C'est pourquoi, j'ai essayé de neutraliser, voire de conquérir Fadhel Ben Achour, en vue de priver le clan religieux de la seule tête pensante et agissante qu'il possède en Tunisie. »

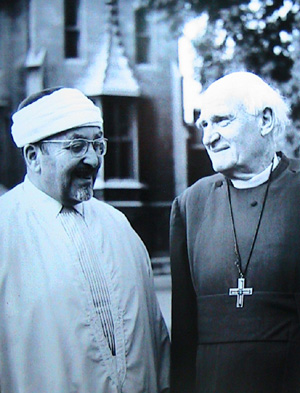
Mohamed Fadhel Ben Achour avec un religieux chrétien.

Successivement mufti malékite en 1953 puis cadi auprès du tribunal du Charaâ en 1956, il entre à l'indépendance dans la magistrature au nouveau poste de président puis de premier président de chambre à la Cour de cassation. En 1962, il est nommé par le président Bourguiba comme premier mufti de la République, poste qu'il occupe jusqu'à sa mort, alors qu'en 1961 il devient doyen de la faculté de la charia et de théologie, nouvelle dénomination de l'Université Zitouna. Il est également membre de l'Académie arabe de Damas et de l'Académie de langue arabe du Caire. 

### Défense du Code du statut personnel
Il est l'un des seuls tunisiens religieux qui a défendu les dispositions du Code du statut personnel (CSP) car elles constituent des interprétations éventuelles de l'islam. Il définit le CSP comme étant « un impératif des temps modernes […] mais toujours conforme aux textes fondateurs de l'islam ».

### Hommages

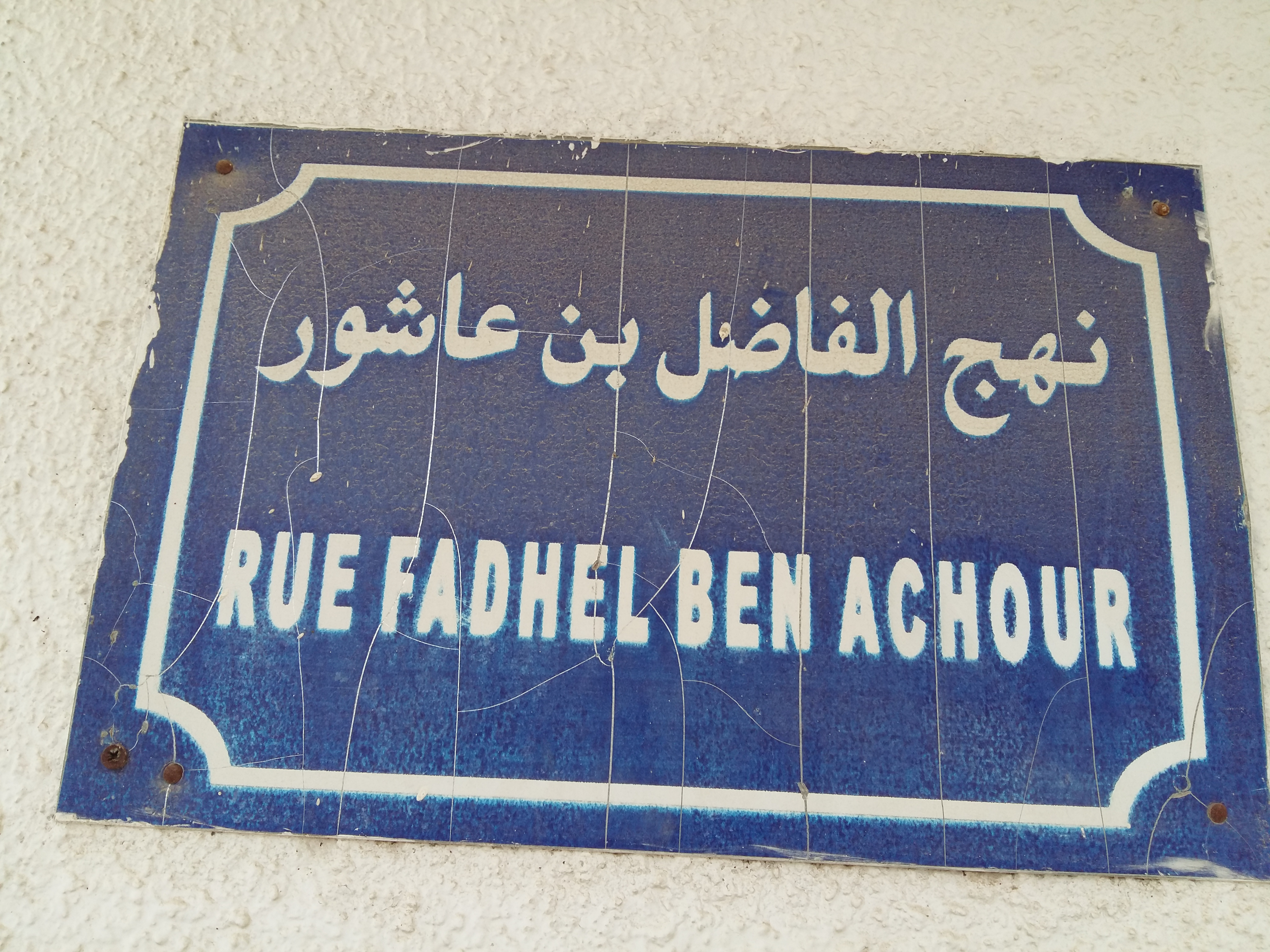
Plaque d'une rue portant le nom de Fadhel Ben Achour à Tunis.

La Tunisie célèbre en décembre 2009 le centenaire de Ben Achour en organisant des conférences et des séminaires pour retracer sa vie d'homme de culture et de militant de la cause nationale. Un livre de référence, intitulé Le cheikh Mohamed Fadhel Ben Achour : homme de pensée, d'action et de réforme (الشيخ محمد الفاضل ابن عاشور. رجل الفكر والعمل والإصلاح) est publié à cette occasion par Abou Zayan Essaadi aux éditions Al Houriya.
Son nom a été donné à plusieurs rues dans différentes villes tunisiennes. L'école préparatoire Fadhel Ben Achour a été nommée ainsi en son honneur. La Poste tunisienne a également émis une série de timbres-poste à son effigie.

## Famille
Mohamed Fadhel Ben Achour est le descendant d'une famille andalouse qui s'est ensuite installée à Salé (Maroc). L'un de ses membres, M'hammed, s'installe à Tunis en 1649-1650 (1060 de l'hégire) et y fonde une famille ; la lignée s'établit comme suit : Abdelkader, Mohamed Tahar (1815-1868), Mohamed, Mohamed Tahar et Mohamed Fadhel. Elle se fait connaître par ses érudits en théologie et en lettres arabes.
Mohamed Fadhel a deux sœurs, Safia et Oum Hani, et trois frères, Mourtadha, Abdelmalek et Zine El Abidine. Il épouse Sabiha Djaït, la fille du cheikh Mohamed Abdelaziz Djaït, en 1938.
Le couple a six enfants dont deux garçons, Yadh et Rafâa, et quatre filles : Hela (professeur de philosophie), Raoudha, Rabaâ (universitaire) et Sana (universitaire et juriste).

## Décorations
- Commandeur de l'Ordre de la République tunisienne (1966)[13] ;
- Commandeur de l'Ordre du Ouissam alaouite (1968)[8].

## Publications
- (ar) الحركة الأدبية والفكرية بتونس [« Le mouvement littéraire et intellectuel en Tunisie au XIVe siècle de l'hégire (XIXe – XXe siècles) »], Le Caire, Ligue arabe,‎ 1956.
- (ar) أعلام الفكر الإسلامي بالمغرب العربي [« Les auteurs de la pensée islamique au Maghreb arabe »], Tunis, Librairie Ennajah,‎ 1965.
- (ar) التفسير ورجاله [« L'exégèse coranique et ses auteurs »], Tunis, Maison orientale des livres,‎ 1966.
- (ar) أركان النهضة الأدبية بتونس [« Les bases de la Renaissance littéraire en Tunisie »], Tunis, Librairie Ennajah,‎ 1968.
- (ar) تراجم الأعلام [« Biographies de célébrités »], Tunis, Maison tunisienne de l'édition,‎ 1970.
- (ar) كتاب أفعل [« Le livre de Afaal »], Tunis, Ben Abdallah,‎ 1972.
- (ar) المحاضرات المغربيات [« Conférences marocaines »], Tunis, Maison tunisienne de l'édition,‎ 1974.
- (ar) ومضات فكر [« Éclairs de pensée »], Tunis, Maison arabe du livre,‎ 1982.
- (ar) روح الحضارة الإسلامية [« L'esprit de la civilisation islamique »], Beyrouth, Institut supérieur des sciences islamiques,‎ 1993.
- (ar) محاضرات [« Conférences »], Tunis, Centre de publication universitaire,‎ 1998.